# 殷浩
殷 浩（いん こう、? - 356年）は、東晋の政治家・軍人。「竹馬の友」の故事で知られる。字は深源。本貫は陳郡長平県。父は豫章郡太守殷羨。従子は東晋の武将の殷仲堪（叔父の殷融の孫）。

## 経歴

### 隠居生活
深い見識と広い度量を持ち合わせ、清明さは遠大であった。
20歳にしてその評判は響き渡り、特に清談においてその名を馳せ、叔父の殷融と共に『老子』や『易経』をよく好んだ。殷浩は舌戦においては殷融を凌いだが、書を著して説を立てる事においては殷融が勝ったという。殷浩はこれにより風雅な弁士から崇拝される所となった。
始め、三府（太尉・司徒・司空）から招聘を受けたが、いずれも辞退して受けなかった。
咸和9年（334年）6月、征西将軍庾亮から招かれて記室参軍となり、さらに昇進を重ねて司徒左長史に任じられた。やがて安西庾翼からは司馬となるよう要請を受け、詔により侍中・安西軍司にも任じられたが、いずれも病と称して受けず、墓所のある荒山において隠居生活をするようになった。
その後は10年近くに渡って隠居を続けたが、 当時の人はこの行為を管仲や諸葛亮に擬え、次第にその才名は庾翼・杜乂と並んでの時代を代表する程のものとなった。ただ、その庾翼だけは「こういう輩は高閣に束ねておき（名前だけは有名なのでお飾りの役職を与えておくという意味）、天下の太平を待ってから、然る後にその任について議論すべきであろう」と述べ、あまり評価していなかったともいう。
王濛・謝尚はなおも殷浩に仕官の意思があるかどうかを探ると共に、東晋の興亡について一緒に占おうと考え、彼の住居へ訪問した。だが、殷浩の確然とした避世の志を知り、踵を返した。その帰路において、彼らは互いに「深源（殷浩の字）は起きなかった。蒼生（庶民）とどのようにして向き合えばよいのだ！」と嘆息したという。庾翼もまた殷浩に書を送って強く仕官を勧めたが、殷浩は固く辞退して応じなかった。
建元元年（343年）から永和2年（346年）にかけて、朝政を掌握していた庾冰兄弟や何充らは相次いで亡くなると、会稽王司馬昱（後の簡文帝）が宰相となって政務を司るようになった。
永和2年（346年）2月、衛将軍褚裒は司馬昱へ殷浩の事を推挙して登用を勧めると、司馬昱もまたこれに同意した。3月、殷浩は招聘を受けて建武将軍・揚州刺史に任じられたが、殷浩はまた上疏して辞退する旨を告げると共に、司馬昱にも書簡を送って自らの志を伝えた。だが、司馬昱もまたこれに返書を送って自らの思いを告げ、再び仕官するよう要請した。殷浩は幾度も辞退を繰り返したが、3月から7月になったところでようやくその任を受けた。

### 桓温との対立
永和3年（347年）、安西将軍桓温は成漢征伐をという大功を挙げた事により、その声望は大いに振るった。だが、朝廷は彼を制御出来なくなるのを憂慮し、警戒を強めた。殷浩もまた大いに名声を博しており、官民問わず推崇する所であったので、司馬昱は彼を側近として朝政に参画させる事で桓温を牽制しようとした。だが、これにより殷浩と桓温の間には亀裂が入った。
この時期、父の殷羨が没したことにより殷浩は職を辞し、喪に服した。司馬昱は代わりに蔡謨に揚州を預からせ、殷浩の復帰を待った。喪が明けると、建康に召されて尚書僕射に任じられたが、これを受けなかった。その後、再び建武将軍・揚州刺史に復帰すると、朝政に参画するようになった。
当時、征北長史荀羨・前江州刺史王羲之は共に名声を博していたので、殷浩は荀羨を義興郡太守・呉国内史に、王羲之を護軍将軍に抜擢し、自らの側近とした。王羲之は密かに殷浩・荀羨へ、桓温と協調するよう勧め、内部で対立するべきではないと説いたが、殷浩は従わなかった。
永和5年（349年）6月、後趙皇帝石虎が崩御すると、後継争いにより後趙は分裂し、中原は大混乱に陥った。永和6年（350年）、東晋朝廷はこれを黄河流域や関中奪還の好機であると考え、殷浩を仮節・都督揚豫徐兗青五州諸軍事・中軍将軍に任じ、北府軍団の長として北征を委ねた。殷浩はこの命を受け、中原奪還を自らの責務とするようになった。
この時、桓温もまた後趙の混乱を中原奪還の好機と捉え、安陸へ出鎮して諸将に北方を窺わせており、さらに朝廷へ上疏して軍の動員を請うたが、殷浩を始めとした朝臣は桓温の出征に反対していたので、長い間返答しなかった。後に桓温は殷浩らが作戦に反対していることを知り、ひどく憤ったという。ただその一方、殷浩の人となりのついては熟知していたので、大して脅威には感じていなかったという。
12月、蔡謨は3年前に司徒に任じられていたもののその職務に就こうとせず、帝や太后は十数回に渡って出仕するよう促したが、病が重篤である事を理由に応じなかった。殷浩は上表し、責任を取って人事を司る吏部尚書江虨を免官とするよう請うた。司馬昱もまた事態を重く見て蔡謨を罪に問う事について議すと、蔡謨はこれを大いに恐れ、子弟を連れて素服で朝堂に到来し、跪いて謝罪した。殷浩は彼を重罪に処そうと考えていたが、徐州刺史荀羨の諫めにより取りやめ、庶人に落とす事とした。
永和7年（351年）12月、桓温はいつまでも動かない朝廷の対応に痺れを切らし、再び上奏文を送ると共に、5万の軍を率いて長江を下って武昌に駐留して建康を威圧した。桓温到来の報に朝廷は震え上がり、騶虞幡（晋代の皇帝の停戦の節）を立てて、桓温軍を留めようとした。また、殷浩は辞職して桓温に実権を譲ろうとしたが、吏部尚書王彪之（王彬の子）の説得により踏みとどまった。司馬昱は桓温に書を送って国家の方針を説明し、また朝廷より疑惑を抱かれていることを忠告した。これを受けて桓温は軍を返すと共に上疏して、武昌へ軍を動かしたのは趙・魏の地を掃討するための準備であり、（桓温が反乱を目論んでいるという）疑惑についても弁明した。また、北伐が許可されない件について不満を漏らし、朝廷内に蔓延る佞臣（殷浩）の存在を痛烈に批判した。

### 北伐行へ
永和8年（352年）1月、殷浩は許昌・洛陽の攻略を目論んで北伐の敢行を上疏すると、詔により許可を得た。この時、尚書左丞孔厳は殷浩へ、先人の事績についてよく考え、また北方からの降伏者については重用しないよう勧めたが、殷浩は大して気にもとめなかった。また、中軍将軍王羲之は書を送って北伐に反対したが、聞き入れなかった。こうして軍を発すると、淮南郡太守陳逵・兗州刺史蔡裔を前鋒とし、安西將軍謝尚・北中郎將荀羨を軍の総督とし、江西の水田千頃余りを開いて軍糧として蓄えた。まさに出発の時、殷浩は馬から落ちてしまった為、当時の人はこれを不吉であるとした。
同月、殷浩はまず寿春へ到達した。
これより以前、冉魏の豫州牧張遇、荊州刺史楽弘は廩丘・許昌などの諸城をもって東晋に降伏を願い出ていたが、謝尚は張遇の慰撫に失敗して彼の怒りを買ってしまった。これにより張遇は許昌に拠って反旗を翻すと共に、その配下である上官恩もまた洛陽をもって東晋に対抗し、楽弘は倉垣において督護戴施を攻めた。これにより殷浩は進軍する事が出来なくなった。3月、殷浩は荀羨に命じて准陰を鎮守させ、監青州諸軍事を加えた。その後しばらくして領兗州刺史に任じ、下邳を鎮守させた。
5月、冉魏は前燕と抗争していたが、本拠地の鄴を包囲されるに至り、大将軍蒋幹は謝尚に救援を要請した。これを受けて戴施が救援に向かったが、救援に応じる見返りとして伝国璽（伝国璽は元々西晋にあったが、永嘉の乱により前趙の手に落ち、後趙を経て冉魏に渡っていた）を手に入れている。
6月、謝尚は羌族酋長姚襄と共に、既に前秦に寝返っていた張遇の守る許昌を攻めた。これを受け、前秦君主苻健は丞相苻雄・衛大将軍苻菁に歩騎2万を与えて救援に向かわせた。潁水の誡橋において両軍は激突したが、謝尚軍は大敗を喫し、1万5千の死者を出し、謝尚は淮南へ逃走した。殷浩は謝尚の敗戦を聞き、寿春まで撤退した。
8月、殷浩は再び兵を挙げて北伐を敢行しようとすると、王羲之は再び書を送ってこれに強く反対し、司馬昱もまた書を送って軽々しく動かぬよう諫めたが、いずれも聞き入れなかった。
9月、殷浩は泗口に駐屯すると、河南郡太守戴施に石門を守らせ、滎陽郡太守劉遯に倉垣を守らせた。殷浩は北伐軍を興した際に太学の生徒を全員罷免して従軍させたので、学校は廃れてしまったという。
10月、謝尚は冠軍将軍王侠を派遣して許昌を攻め、これを陥落させた。これにより前秦の豫州刺史楊群は弘農まで後退した。
羌族酋長姚襄は東晋に帰順していたが、殷浩は彼の勢力が強大である事を妬み、またその威名を恐れていた。ある時、姚襄の配下で殷浩に帰順しようとする者がいたが、姚襄はこれを誅殺した。これを聞いた殷浩は遂に姚襄誅殺を目論み、まずその諸弟を捕らえると、幾度も刺客を派遣して姚襄を刺殺しようとした。だが、刺客はみな寝返って内情を漏らし、姚襄は彼らを旧臣のように遇した。
これより以前、魏脱という人物が衆を率いて東晋に帰順していたが、彼が亡くなるに及んで殷浩はその弟である魏憬に部曲を統率させていた。殷浩はこの魏憬に五千余りの兵を与えて姚襄を襲わせたが、姚襄はこれを返り討ちにして魏憬を斬り殺し、その兵を吸収した。殷浩は益々憎しみを深め、龍驤将軍劉啓に譙を守らせると、姚襄を梁国の蠡台に移らせて上表して梁国内史に任じた。その後、魏憬の子弟が幾度も寿春を往来するようになると、姚襄は殷浩の謀略を益々疑い、参軍権翼を殷浩の下に派遣した。殷浩は権翼を迎え入れて語り合うと、その意見に一定の理解を示したものの、両者が本心から和解する事は無かった。その後、殷浩は将軍謝万に姚襄を討たせたが、姚襄は返り討ちにした。これにより、殷浩はさらに激怒した。
永和9年（353年）7月、前秦では司空張遇が反乱を起こし、苻健の兄の子である輔国将軍苻黄眉が洛陽から西に逃走した。
これより以前、殷浩は前秦の大臣である雷弱児・梁安へ密かに使者を派遣し、もし前秦皇帝苻健を殺したならば関中の統治を認めると伝えた。雷弱児は偽ってこれを受け入れ、東晋軍が到来すればこれに応じると返答していた。その為、張遇の反乱を聞いた殷浩は、雷弱児らの計画が始まったのだと考えた。
10月、殷浩は上表し、洛陽に進んで園陵を修復する事を請うた。また、揚州刺史の解任と洛陽駐留の専任を求めたが、これについては朝廷に許されなかった。吏部尚書王彪之・会稽王司馬昱は手紙を送って「弱児らの受け入れは偽りであり、浩はこれに応じずに軽々しく進まないように」と述べたが、従わなかった。
殷浩は軍を発すると姚襄をその先鋒とし、冠軍將軍劉洽に鹿台を守らせ、建武将軍の劉遁に倉垣を守らせた。姚襄はこれに呼応する振りをして兵を率いて北へ向かうと、殷浩が到来する頃合いを見計らい、密かに夜闇に紛れて伏兵を配した。殷浩はこれを事前に察知すると、姚襄を追って山桑まで至ったが、返り討ちに遭って大敗を喫した。その為、輜重を放棄して逃走すると、譙城に入った。姚襄は1万人余りを俘斬し、その物資を尽く手に入れた。捕らえた士卒の多くが逃亡すると、姚襄は兄の曜武将軍姚益に山桑の砦を守らせ、自らは淮南へ向かった。
11月、殷浩は龍驤将軍劉啓・王彬之を派遣して山桑を攻撃すると、姚襄は淮南から救援に向かい、劉啓・王彬之を破って両者を討ち取った。その後、姚襄は進軍して芍陂に拠った。

### 庶人に落とされる
永和10年（354年）1月、殷浩は幾度も敗北を繰り返し、兵糧や物資を使い切ってしまったので、官民から甚だ恨まれる所となった。桓温はこれに乗じて殷浩の罷免を上奏すると、上奏は認められ。殷浩は官爵を剥奪されて庶人とされ、東陽郡信安県に移された。これにより内外の大権は全て桓温の手中に入り、桓温の北伐を止められる者は誰もいなくなった。
殷浩は失脚して以降も恨み言を口にはせず、顔色や言動にも変化は無かった。また、談論・吟詠を止めず、家人に対しても悲しむ素振りを見せる事は無かった。ただ、いつも空に向けて「咄咄怪事（極めて不可解である）」の4字を書いていたという。
その後しばらくして、桓温は考えを改めて郗超へ「浩（殷浩）には人望があり、弁も立つ。令僕として用いれば、儀刑・百揆を統べるには充分であろう。朝廷はその才の使い方を間違えているのだ」と述べ、殷浩を尚書令に任じようと思い、殷浩へ書を送った。殷浩はこれを喜んで受諾の返事を出そうとした。だが、返書を出そうという時になり、手紙に書き間違いがあるのを心配し、封緘を数十回も開け閉めして中身を確認したため、最後には中の手紙を入れ忘れたまま送ってしまった。これにより桓温は大いに怒り、官途への復帰は断たれてしまう事となった。
永和12年（356年）、信安県において死去した。
後に殷浩が改葬される事となった折、かつてその臣下であった顧悦は上疏して、殷浩の名誉回復を訴えた。この要求は叶えられ、詔により殷浩は生前の官位を追贈された。
子の殷涓もまた名声を博していたが、武陵王司馬晞や庾倩（庾冰の子）らとともに反乱を計画したと桓温に誣告され、殺害された。

## 逸話
- ある人が殷浩へ「官位を望もうとすれば夢に棺をみるといい、財を得ようとすれば夢に糞をみるという。何故だろうか」と問うと、殷浩は「官位とはもとより臭腐のするものであるから、官位を望もうとすると夢に屍を見るのだ。銭とはもとより糞土であるから、銭を得ようとすると夢に穢れを見るのだ」と答えた。当時の人はこれを名言であると称賛した。
- 殷浩は幼い頃より桓温と名声を等しくしており、いつも両者は競い合っていた。ある時、桓温は「君は我と比べるとどうかね」と問うと、殷浩は「我は我自身とのつきあいが長い。故にどちらかといえば我の方が上ということにしておこうか」と答えた[1]。桓温は既に自らを雄豪であると自負しており、いつも殷浩を軽んじていたが、殷浩もまた彼を憚る事は無かったという。
- 殷浩が失脚した後の事、桓温は「幼い頃、我と浩（殷浩）は共に竹馬に乗って遊んだものだが、我が竹馬を捨てると殷浩はそれを拾って使っていた。故に我の下につくのは当然のことであろう」と人に語った。
- 殷浩は甥の韓伯を可愛がっており、信安県に移った際にも随行させていた。だが、しばらくして韓伯が建康に帰ることとなると、殷浩は川辺まで見送って『富貴にて他人は合し、貧賤にて親戚は離る』と曹攄の詩を詠み、涙を流した。